# Philipp Hendle
Philipp Moritz Hendle (* 26. September 1987 in Neuss) ist ein deutscher Eishockeyspieler (Stürmer), der in der Saison 2009/10 für die Moskitos Essen aus der Regionalliga NRW spielt.

## Karriere
Er machte seine ersten Schritte auf dem Eis 1996 mit bereits 9 Jahren. Drei Jahre, bis 1999, spielte er beim GSC Moers. Hier, in der Nachbarstadt, waren jedoch die Perspektiven nicht so wie er sich das vorstellte und so wechselte er danach für eine Saison nach Neuss zum dortigen NEV. Doch nach nur einem Jahr verließ er auch diesen und wechselte zum „großen“ KEV.
Bei den Krefelder Schülern rückte er auch erstmals ins Blickfeld der NRW-Auswahltrainer, so dass er nun Spiele in der U14- und U15-Landesauswahl bestreiten konnte. Im Sommer 2002 dann stieg er in die semi-professionelle Jugendliga DNL auf. Hier kam er in eine Mannschaft, die mit hervorragenden Spielern wie Daniel Pietta, Martin Schymainski, Nils Liesegang, Christian Schlesiger oder dem in diesem Sommer von Buffalo gedrafteten Philip Gogulla besetzt war. 
Im folgenden Jahr hatte man zwar einige Abgänge von Topspielern zu verzeichnen – so zum Beispiel Schlesiger oder auch André Wagner und Andere, dennoch aber – vor allem durch die Entwicklung der oben genannten Spieler – konnte man diese Verluste sehr gut auffangen und stellte eines der absoluten Topteams der Liga.  Er erzielte 7 Tore und 10 Beihilfen für 17 Punkte in 36 Einsätzen. 
Im Sommer 2004 verloren die jungen Pinguine fast alle ihre Topspieler. Die Scorer wie Pietta, Schymainski, Liesegang, Gogulla, Louven, Lankes, Joosten oder Matilainen verließen entweder den Verein oder erreichten die Altersgrenze. So war Phillip gemeinsam mit dem neu gekommenen Maris Kruminsch oder Steve Mason (dem Sohn des ehemaligen Pinguine-Trainers Doug Mason) Leistungsträger des Teams. Von ihm wurde nun erwartet, hoffnungsvolle, neu in die DNL aufgestiegene Talente wie André Huebscher oder Danny Fischbach zu führen. Und der Juniorennationalspieler (mittlerweile hatte er auch für die U16, U17 und U18-Auswahl des DEB gespielt) stellte sich dieser Herausforderung. Ausgestattet mit einem „A“ als Assistenzkapitän übernahm er Verantwortung und wurde mit 17 Toren, 19 Beihilfen und 36 Punkten aus 39 Spielen jeweils zweitbester Scorer und Torjäger des Teams hinter erwähntem Maris Kruminsch (39 Punkte, 19 Tore), sowie drittbester Vorlagengeber. Außerdem kam er nach der DNL-Saison noch für zwei Partien in Ratingen zum Einsatz.
Zur Saison 2005/06 wurde er in den Profikader der Krefeld Pinguine berufen, spielt jedoch aufgrund der vergebenen Förderlizenz überwiegend bei den Ratinger Ice Aliens in der Oberliga. Während der Saison 2006/07 verließ er die Pinguine und schloss sich dem Grefrather EC in der Regionalliga an. Dort beendete er die laufende Spielzeit. Im Sommer 2007 unterschrieb er einen Vertrag bei der Zweitvertretung der Düsseldorfer EG, ehe er zur Saison 2008/09 nach Ratingen zurückkehrte. Zur Saison 2009/10 wechselt Hendle zum Regionalligisten Moskitos Essen.

## Karrierestatistik
| 2002/03             | Krefelder EV        | DNL                 | 35 | 1  | 1  | 2   | 8  | 2  | 0  | 0  | 0  | 2 |
| 2003/04             | Krefelder EV        | DNL                 | 34 | 7  | 10 | 17  | 12 | 2  | 0  | 0  | 0  | 2 |
| 2004/05             | Krefelder EV        | DNL                 | 35 | 17 | 19 | 36  | 12 |    | 0  | 0  | 0  | 0 |
| 2005/06             | Krefeld Pinguine    | DEL                 | 22 | 0  | 0  | 0   | 0  |    |    |    |    |   |
| 2005/06             | Ratinger Ice Aliens | OL                  | 34 | 6  | 3  | 9   | 16 |    |    |    |    |   |
| 2006/07             | Krefeld Pinguine    | DEL                 | 26 | 0  | 0  | 0   | 4  |    |    |    |    |   |
| 2006/07             | Ratinger Ice Aliens | OL                  | 15 | 1  | 1  | 2   | 2  |    |    |    |    |   |
| 2006/07             | Grefrather EC       | RL                  | 6  | 0  | 2  | 2   |    |    |    |    |    |   |
| 2007/08             | DEG Youngstars      | RL                  | 13 | 7  | 17 | 24  | 6  | 14 | 8  | 9  | 17 | 6 |
| 2008/09             | Ratinger Ice Aliens | RL                  | 38 | 30 | 42 | 72  | 12 |    |    |    |    |   |
| 2009/10             | Moskitos Essen      | RL                  | 38 | 15 | 31 | 46  | 16 | 7  | 3  | 5  | 8  | 0 |
| DEL gesamt          | DEL gesamt          | DEL gesamt          | 48 | 0  | 0  | 0   | 4  |    |    |    |    |   |
| Oberliga gesamt     | Oberliga gesamt     | Oberliga gesamt     | 49 | 7  | 4  | 11  | 18 |    |    |    |    |   |
| Regionalliga gesamt | Regionalliga gesamt | Regionalliga gesamt | 95 | 52 | 92 | 144 | 34 | 21 | 11 | 14 | 25 | 6 |

(Legende zur Spielerstatistik: Sp oder GP = absolvierte Spiele; T oder G = erzielte Tore; V oder A = erzielte Assists; Pkt oder Pts = erzielte Scorerpunkte; SM oder PIM = erhaltene Strafminuten; +/− = Plus/Minus-Bilanz; PP = erzielte Überzahltore; SH = erzielte Unterzahltore; GW = erzielte Siegtore; 1 Play-downs/Relegation; Kursiv: Statistik nicht vollständig)